# محمود أبو شندي
محمود أبو شندي هو عقيد سابق في حركة فتح قد رحل من كندا لصلاته المسلحة.
وصل إلى كندا بجواز سفر مزور في عام 1991 واحتجز على الفور منذ اعترافه بعضوية منظمة التحرير الفلسطينية وسعى إلى الإقامة في البلاد على أساس أن حياته في خطر من وكالة الموساد الإسرائيلية.